# Peter Kuipers Munneke
Peter Kuipers Munneke (Groningen, 31 maart 1980) is een Nederlandse meteoroloog en glacioloog. Hij is sinds 2013 tevens weerman bij de NOS, waar hij de opvolger is van Erwin Kroll.

## Loopbaan
Kuipers Munneke groeide op in Zuidlaren. Hij doorliep het Willem Lodewijk Gymnasium in Groningen. Hij studeerde vervolgens tussen 1999 en 2005 natuurkunde aan de universiteit aldaar.  Hij promoveerde aan de Universiteit Utrecht op onderzoek naar het klimaat in de poolgebieden ("Het lichtweerkaatsend vermogen van sneeuw en ijs"). Daarvoor was hij op expeditie geweest naar Antarctica, Groenland en Spitsbergen. Sinds 2009 is hij werkzaam als polair meteoroloog (glacioloog) bij het Institute for Marine and Atmospheric research Utrecht (IMAU) (het Instituut voor Marien en Atmosferisch Onderzoek Utrecht). 
Per 1 maart 2013 is hij daarnaast in dienst getreden bij de NOS. Op 27 maart 2013 heeft hij de weerrubriek van die omroep op de radio voor het eerst gepresenteerd en 2 april 2013 verzorgde hij voor het eerste de weersverwachting op televisie in het NOS Journaal. Hij blijft naast zijn werk voor de NOS werkzaam bij het IMAU en ook als docent aan de Universiteit Utrecht.

## Varia
- Peter Kuipers Munneke werd derde van de prominenten en beste prominente BN’er in de 25-jarige jubileumeditie van het Groot Dictee der Nederlandse Taal 2014.[2]